# Álgebra de grafos
En matemáticas , especialmente en los campos del álgebra universal y la teoría de grafos , el álgebra de grafos es una forma de dar a un grafo dirigido una estructura algebraica .  Fue introducido en (McNulty y Shallon, 1983) , y ha tenido muchos usos en el campo del álgebra universal desde entonces. 

## Definición
Sea {\displaystyle D=(V,E)} un grafo dirigido, y {\displaystyle 0} un elemento que no está en {\displaystyle V}. el álgebra de grafos asociado con {\displaystyle D} es el conjunto {\displaystyle V\cup \{0\}} con la multiplicación definida por las siguientes reglas:
- {\displaystyle xy=x} si {\displaystyle x,y\in V,(x,y)\in E}
- {\displaystyle xy=0} si {\displaystyle x,y\in V\cup \{0\},(x,y)\notin E}.

## Aplicaciones
Esta noción ha hecho posible utilizar los métodos de la teoría de grafos en el álgebra universal y varias otras orientaciones de las matemáticas discretas y ciencias de la computación. El álgebra de grafos se ha utilizado, por ejemplo, en construcciones relativas a dualidades (Davey et al., 2000) , teorías de ecuaciones (Pöschel, 1989), topologías (Lee, 1988) , variedades (Oates-Williams, 1984) , autómatas de estados finitos (Kelarev, Miller y Sokratova, 2005) , máquinas de estados finitos (Kelarev & Sokratova, 2003) , lenguajes de árboles y autómatas de árboles (Kelarev y Sokratova, 2001) etc. 